# Clackmannan
Clackmannan (Schots-Gaelisch: Clach Mhanainn) is een plaats en civil parish in de Central Lowlands van Schotland. De plaats ligt in het raadsgebied en lieutenancy Clackmannanshire, waarvan het ooit de hoofdplaats was, tot Alloa groter en belangrijker werd. De plaats ligt ongeveer 3 kilometer ten zuidoosten van Alloa en 5 kilometer ten zuiden van Tillicoultry. 
De plaats ligt aan de A907, die het verbindt met Alloa en Tullibody naar het westen en Dunfermline in het oosten. De A977 gaat naar Kincardine. Door de plaats loopt ook een voormalige spoorlijn, de Kincardine Line, waar Clackmannan ook een station had tussen 1893 en 1930.
Clackmannan had van 1891 tot 1926 een voetbalclub, Clackmannan FC.

## Geschiedenis
Tijdens de twaalfde eeuw maakte het gebied uit van land dat werd gecontroleerd door de abten van Cambuskenneth Abbey. Later kwam het onder hoede van de familie Bruce, die in de veertiende eeuw een strategisch stadskasteel bouwde, Clackmannan Tower. In de zestiende eeuw werd er een landhuis naast gebouwd, dat weer werd gesloopt toen de lokale tak van de familie uitstierf in 1791. De stenen zijn mogelijk hergebruikt om in 1815 de nieuwe parochiekerk te bouwen. De toren staat nog overeind en is in beheer bij Historic Environment Scotland.
De groei van de plaats was voor een groot deel te danken aan de haven die aan de oevers van de rivier de Black Devon lag, op de plaats waar deze samenkwam met de rivier de Forth. Tegenwoordig zijn er geen zichtbare tekenen meer van de haven en Clackmannan ligt nu ruim anderhalve kilometer landinwaarts. De lokale bevolking heeft tevergeefs geprobeerd de haven open te houden door het slib weg te graven. Doordat de haven dichtslibde en doordat boten daardoor geen toegang meer hadden tot de haven betekende dat de haven van Alloa in gebruik werd genomen. Dit had ook als resultaat dat Alloa Clackmannan verving als hoofdplaats van Clackmannanshire in 1822. In 1841 had Clackmannan 1077 inwoners. 